# William von Voigts-Rhetz
Karl Ferdinand William von Voigts-Rhetz (né le 9 avril 1813 à Höxter et mort le 2 juin 1902 à Montreux, Suisse) est un général d'infanterie prussien.

## Biographie

### Origine
William est le fils du conseiller forestier, gouvernemental et départemental Victor von Voigts-Rhetz (1775-1841) et de son épouse Dorothea, née von Uslar (de) (1782-1865). Ses frères Konstantin Bernhard (1809-1877) et Julius (de) (1822-1904) sont également devenus généraux dans l'armée prussienne.

### Carrière militaire
Après avoir grandi dans la maison de ses parents et étudie aux lycées de Bückeburg, Minden et Stettin, Voigts-Rhetz rejoint le 2 mai 1829 2e régiment de grenadiers de l'armée prussienne comme mousquetaire. À la fin de novembre 1831, il est promu sous-lieutenant et, la veille de Noël 1831, il est affecté au régiment. Du début septembre 1841 à la fin septembre 1844 Voigts-Rhetz est adjudant et de comptable du 2e bataillon du 2e régiment de la Landwehr à Stralsund. À la fin de février 1846, il est promu premier lieutenant et en mars 1848 participe à la répression des troubles révolutionnaires à Berlin (de). Le 12 novembre 1850, il est promu capitaine et nommé chef de la 7e compagnie. Le 13 juillet 1858, il est nommé major et commandant du 2e bataillon du 2e régiment de la Landwehr. Le 11 août 1859, Voigts-Rhetz est initialement affecté au commandement du 2e bataillon et le 1er juillet 1860, il est nommé commandant de bataillon au sein du 42e régiment d'infanterie. À ce poste, il reçoit la croix de chevalier de l'ordre de l'Épée en août 1862 et est promu lieutenant-colonel à la mi-mars 1863. Le 14 août 1865, il devient commandant du 7e régiment de grenadiers à Liegnitz, qu'il dirige comme colonel en 1866 pendant la guerre contre l'Autriche dans les batailles près de Nachod, Skalitz, Schweinschädel, Gradlitz et Sadowa. Après le traité de paix, Voigts-Rhetz reçoit la plus haute distinction de bravoure en Prusse, l'ordre Pour le Mérite.
À l'occasion du 50e anniversaire du roi Guillaume Ier à la tête du régiment, il est décoré de la Croix de chevalier de l'Ordre royal de la Maison des Hohenzollern fin juin 1867. En automne, Voigts-Rhetz reçoit l'ordre d'aller à Christiana pour des manœuvres de l'armée norvégienne et est fait commandeur de l'Ordre de Saint-Olaf. En position à la suite de son régiment, il est nommé commandant de la 18e brigade d'infanterie à Glogau est promu major général le 26 juillet 1870. Voigts-Rhetz mène sa brigade dans les batailles de Wissembourg, Frœschwiller-Wœrth et Sedan. Pendant le siège de Paris, il est commandant de Versailles et après la paix préliminaire le 9 mars 1871 il reprend sa brigade. En plus des deux classes de la Croix de fer, Voigts-Rhetz reçoit l'Ordre de Saint-Georges de 4e classe, et est fait Grand Commandeur de l'Ordre du mérite militaire bavarois et de la Maison d'Oldenburg et de l'Ordre du mérite du duc Pierre-Frédéric-Louis et Commandeur de l'Ordre du mérite militaire du Wurtemberg.
Le 12 avril 1872, Voigts-Rhetz rend sa brigade et prend à sa place la 21e brigade d'infanterie stationnée à Breslau. Fin avril 1873, accompagné du général d'infanterie Blumenthal, il reçoit l'ordre d'assister au couronnement du roi Oscar II à Stockholm. Le 12 décembre 1873, Voigts-Rhetz est initialement affecté au commandement de la 20e division d'infanterie à Hanovre et le 15 janvier 1874, il est nommé commandant de cette grande unité. À ce poste, il est promu lieutenant-général fin mars 1874 et reçoit l'ordre de participer au festival de la Saint-Georges à Saint-Pétersbourg en novembre/décembre. À l'occasion des manœuvres d'automne en Silésie, il reçoit l'ordre de rendre service honorifique auprès du roi saxon, qui lui décerne alors la Grand-Croix de l'Ordre d'Albert. Le roi Guillaume Ier rend hommage à Voigts-Rhetz à l'occasion de son 50e anniversaire en le faisant Grand Commandeur de l'Ordre royal de Hohenzollern. Il reçoit le caractère de général d'infanterie et est mis à disposition avec pension le 12 mars 1881.
Après sa retraite, il est décoré de la Grand-Croix de l'Ordre de l'Aigle rouge avec feuilles de chêne le 22 mars 1897.
Au nom de l'empereur, le colonel général von Hahnke assiste aux funérailles au cimetière des Invalides à Berlin le 6 juin 1902.

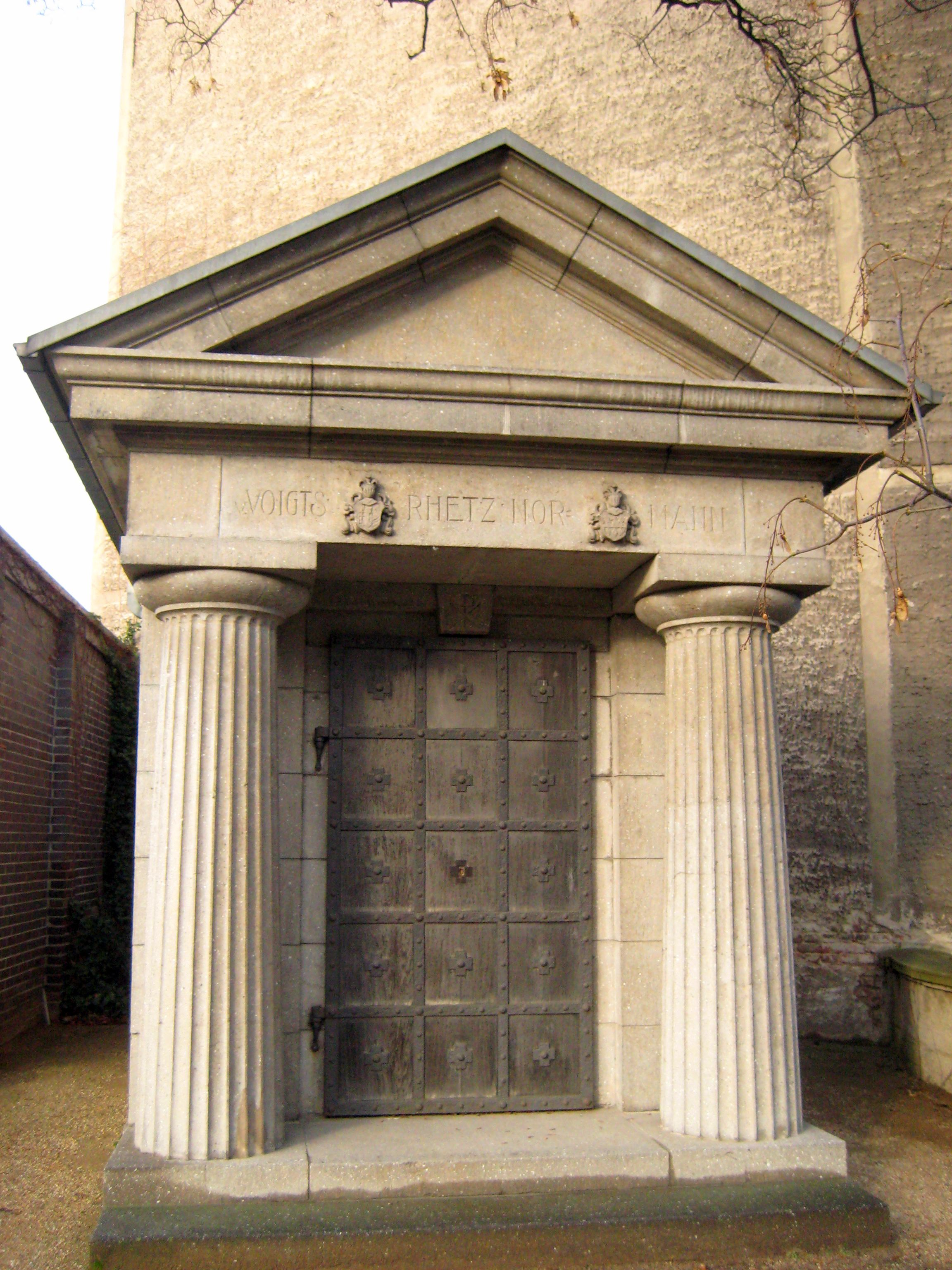
Mausolée de la famille dans le cimetière des Invalides de Berlin

### Famille
Voigts-Rhetz épouse la comtesse Agnes von Wachtmeister (1817-1843) à Stralsund le 6 janvier 1837. Après sa mort prématurée, il épouse Albertine Wallis (1826-1916), fille du marchand Albrecht Wallis, le 12 mai 1846 à Stockholm. Les enfants suivants sont nés de ces mariages :
- Klemens (né en 1838), colonel prussien et chevalier de Justice de l'Ordre de Saint-Jean, marié avec Marie von Sponeck (de) (née en 1841)
- Hilda (1841-1862) mariée avec Karl von La Fort (mort en 1893), major prussien et seigneur de Papendorf
- Agnes (1843-1882) mariée avec Karl von La Fort (mort en 1893), major prussien
- William (né en 1849), colonel prussien et chevalier d'honneur de l'Ordre de Saint-Jean, marié avec Marie von Homeier (née en 1866)
- Albrecht (de) (1850-1915), capitaine prussien et ambassadeur, marié avec Alma, veuve Zimmermann, née Thieme (1857-1906)
- Magnus (né en 1852), colonel prussien.